# Ammoor
Ammoor è una suddivisione dell'India, classificata come town panchayat, di 11.296 abitanti, situata nel distretto di Vellore, nello stato federato del Tamil Nadu. In base al numero di abitanti la città rientra nella classe IV (da 10.000 a 19.999 persone).

## Geografia fisica
La città è situata a 13° 00' 17 N e 79° 22' 28 E.

## Società

### Evoluzione demografica
Al censimento del 2001 la popolazione di Ammoor assommava a 11.296 persone, delle quali 5.622 maschi e 5.674 femmine. I bambini di età inferiore o uguale ai sei anni assommavano a 1.303, dei quali 678 maschi e 625 femmine. Infine, coloro che erano in grado di saper almeno leggere e scrivere erano 7.511, dei quali 4.396 maschi e 3.115 femmine.